# Liste der Baudenkmäler in Altdorf bei Nürnberg
Auf dieser Seite sind die Baudenkmäler in der mittelfränkischen Stadt Altdorf bei Nürnberg zusammengestellt. Diese Tabelle ist eine Teilliste der Liste der Baudenkmäler in Bayern. Grundlage ist die Bayerische Denkmalliste, die auf Basis des Bayerischen Denkmalschutzgesetzes vom 1. Oktober 1973 erstmals erstellt wurde und seither durch das Bayerische Landesamt für Denkmalpflege geführt wird. Die folgenden Angaben ersetzen nicht die rechtsverbindliche Auskunft der Denkmalschutzbehörde.

## Ensembles

### Ensemble Altstadt Altdorf bei Nürnberg

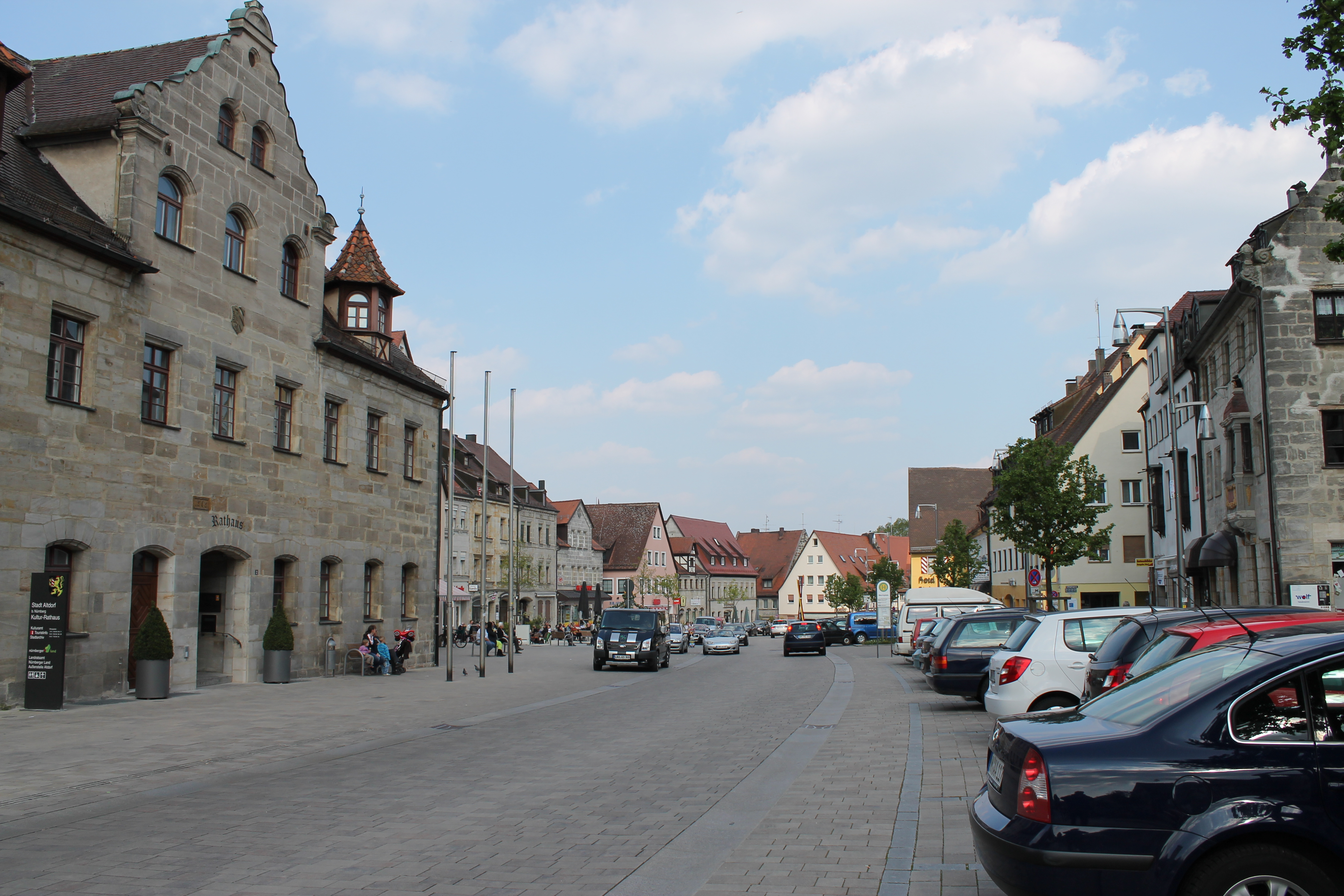
In der Altstadt von Altdorf

Die Altstadt von Altdorf bei Nürnberg (Lage), eine planmäßige Marktgründung, wie die oberpfälzischen Nachbarstädte, ist eine ungefähr eirunde Anlage, die einen breiten durchgehenden Straßenmarkt in annähernder Ost-West-Richtung besitzt. Die Stufen der räumlichen Entwicklung des Ortes, der 1129 das erste Mal urkundlich genannt wird, im 14./15. Jahrhundert als Markt bzw. Stadt erscheint, beginnen mit dem einstigen Königshof, dessen Lage nördlich der heutigen Stadtkirche die Bezeichnungen Königsbühl und Kappelgraben überliefern. Die 1368 bei der Marktrechtsverleihung „zwischen den zwayn thorn“ bezeichnete Marktsiedlung erstreckte sich vom heutigen Unteren Tor nur bis zu Kirche und Rathaus und wurde nach Norden vom Badgraben, längs der heutigen Kiliansgasse, begrenzt. Der Amtshof (Schloss) war damals also noch dieser älteren Marktsiedlung vorgelagert. Mit dem 1387 beginnenden bis in die Mitte des 15. Jahrhunderts währenden Bau von Graben und Mauer erhielt die Stadt den auch für das Ensemble gültigen Umfang. Als erhaltene Teile der ehemals Befestigung sind auch die im Westen, das Obere Tor schützenden beiden Weiher, der Wasch-Weiher und der Roß-Weiher, einbezogen.
Diese Neuanlage der Befestigung geschah bereits unter der Herrschaft der oberpfälzischen Wittelsbacher, die beginnend mit Pfalzgraf Rupprecht ab 1394 im Altdorfer Bereich, der erst 1504 dem Nürnberger Landgebiet einbezogen wurde, geboten. In der Folge wurde Altdorf im wirtschaftlichen wie im geistigen Aufschwung geprägt durch seine Stellung als Mittelpunkt eines reichsstädtischen Pflegeamtes.
Die für die Stadt so wichtige Epoche der 2. Hälfte des 16. Jahrhunderts beginnt mit dem umfassenden Wiederaufbau der Stadt, nachdem Altdorf 1552/53 im 2. Markgrafenkrieg durch Albrecht Alcibiades eingeäschert worden war, durchwegs auf den Baulinien des mittelalterlichen Stadtgrundrisses.
Der entscheidende Einschnitt in der Stadtgeschichte war die Verlegung des Nürnberger Melanchthon-Gymnasiums 1575 nach Altdorf, ab 1623 Universität, die erst 1809 geschlossen wurde. Mit Errichtung des Schul- bzw. Universitätsgebäudes, der 1. Bauabschnitt wurde 1571 begonnen, wurde in der Südhälfte der Stadt ein neuer Monumentalbau eingefügt, neben dem westlich liegenden Nürnbergischen Pflegschloss (1585 neu gebaut).
Auch die später folgenden Neubauten und Veränderungen, wie der Neubau der Stadtpfarrkirche von 1753/55 und der historisierende Wiederaufbau der Nordseite des Unteren Marktes, nach einem letzten großen Stadtbrand von 1871, und auch die bereits ab 1818 erfolgende Beseitigung der Stadtmauer, haben die entscheidenden Charakteristika der Stadt und des Ensembles Altdorf nicht geändert: Die Universitätsstadt des 16./17. Jahrhunderts mit der planmäßigen Stadtstruktur, die um 1400 ihre gültige Fassung erhalten hatte. Aktennummer: E-5-74-112-1.

## Stadtbefestigung
| Lage                        | Objekt                                | Beschreibung | Akten-Nr.               | Bild           |
| --------------------------- | ------------------------------------- | --- | ----------------------- | -------------- |
| Feilturmgasse 13 (Standort) | Stadtturm, sogenannter Feilturm       | massiver Turmbau mit Pyramidendach, untere Geschosse 15./16. Jahrhundert, Obergeschoss 1747, Mitte 19. Jahrhundert stadtseitig erweitert | D-5-74-112-21 Wikidata  | weitere Bilder |
| Unterer Markt 15 (Standort) | Stadttor, sogenannter Unterer Torturm | Sandsteinquaderbau mit steilem Walmdach, 15./16. Jahrhundert                                                                             | D-5-74-112-138 Wikidata | weitere Bilder |
| Wehrmauer 2 (Standort)      | Stadtbefestigung                      | Ende 14./Anfang 15. Jahrhundert angelegt, 1449 nach Zerstörung wiederhergestellt Befestigungsring: Sandstein, geringe Reste erhalten     | D-5-74-112-1 Wikidata   | weitere Bilder |
| Wehrmauer 4 (Standort)      | Stadttor, sogenannter Oberer Torturm  | Torbau aus Sandstein-Buckelquadern mit steilem Walmdach, 15./16. Jahrhundert                                                             | D-5-74-112-93 Wikidata  | weitere Bilder |

## Baudenkmäler nach Ortsteilen

### Altdorf
| Lage                                                                         | Objekt                                                    | Beschreibung | Akten-Nr.                         | Bild           |
| ---------------------------------------------------------------------------- | --------------------------------------------------------- | --- | --------------------------------- | -------------- |
| Am Plätzlein 2; Am Plätzlein 4 (Standort)                                    | Wohnhaus                                                  | Zweigeschossiger Satteldachbau, Erdgeschoss massiv, Obergeschoss und Giebel Fachwerk, im Kern 1550–1600, erneuert | D-5-74-112-3 Wikidata             | weitere Bilder |
| Am Plätzlein 3 (Standort)                                                    | Bauernhaus                                                | Zweigeschossiger Sandsteinquaderbau mit Satteldach, bezeichnet „1766“ | D-5-74-112-4 Wikidata             | weitere Bilder |
| Am Plätzlein 5 (Standort)                                                    | Wohnhaus                                                  | Schmaler dreigeschossiger Satteldachbau mit Fachwerkobergeschossen, 18. Jahrhundert | D-5-74-112-6 Wikidata             | weitere Bilder |
| Am Plätzlein 6 (Standort)                                                    | Ehemalige Scheune                                         | Satteldachbau, massiv und Fachwerk, 18. Jahrhundert | D-5-74-112-5 Wikidata             | weitere Bilder |
| Bahnhofstraße 18 (Standort)                                                  | Ehemaliges Forstamt                                       | Zweigeschossiger Sandsteinbau mit Walmdach, Kniestock und Eckrustizierung in Formen der Neurenaissance, 1892 | D-5-74-112-279 Wikidata           | weitere Bilder |
| Bahnhofstraße 18 a (Standort)                                                | Stationsgebäude                                           | Zweigeschossiger Satteldachbau mit Zwerchhausrisalit, Sandstein, um 1878 | D-5-74-112-7 Wikidata             | weitere Bilder |
| Baudergraben 8 (Standort)                                                    | Ehemaliges Gerberhaus                                     | Zweigeschossiger traufseitiger Massivbau mit Satteldach, Giebel und Teile des Obergeschosses Fachwerk, 1803 | D-5-74-112-8 Wikidata             | weitere Bilder |
| Baudergraben 10 (Standort)                                                   | Ehemalige Mühle                                           | Wohnhaus: zweigeschossiger Satteldachbau, Erdgeschoss Sandstein, Obergeschoss Fachwerk, im Kern um 1604 (dendrochronologisch datiert), Umbau zweite Hälfte 18. Jahrhundert und um 1817 | D-5-74-112-9 Wikidata             | weitere Bilder |
| Drechslergasse 1 (Standort)                                                  | Wohnhaus                                                  | Traufständiger Frackdachbau mit vorkragendem Fachwerkobergeschoss, 18. Jahrhundert Scheune: langgestreckt, Sandsteinquader und Fachwerk | D-5-74-112-12 Wikidata            | weitere Bilder |
| Feilturmgasse 1 (Standort)                                                   | Bürgerhaus                                                | Zweigeschossiger massiver Eckbau mit Schopfwalmdach und Fachwerkgiebel, erste Hälfte 18. Jahrhundert | D-5-74-112-13 Wikidata            | weitere Bilder |
| Feilturmgasse 3 (Standort)                                                   | Wohnhaus                                                  | Zweigeschossiger traufständiger Satteldachbau mit Fachwerkobergeschoss und -giebel, bezeichnet „1744“ | D-5-74-112-15 Wikidata            | weitere Bilder |
| Feilturmgasse 4 (Standort)                                                   | Wohnhaus                                                  | Zweigeschossiger traufständiger Fachwerkbau mit vorkragendem Obergeschoss, Ende 18. Jahrhundert | D-5-74-112-16 Wikidata            | weitere Bilder |
| Feilturmgasse 5 (Standort)                                                   | Wohnhaus                                                  | Zweigeschossiger Fachwerkbau mit Satteldach, 18. Jahrhundert | D-5-74-112-17 Wikidata            | weitere Bilder |
| Feilturmgasse 7 (Standort)                                                   | Wohnhaus                                                  | Zweigeschossiger Sandsteinquaderbau mit traufseitig vorkragendem Fachwerkobergeschoss, Mitte 18. Jahrhundert | D-5-74-112-18 Wikidata            | weitere Bilder |
| Feilturmgasse 9 (Standort)                                                   | Wohnhaus                                                  | Zweigeschossiger Satteldachbau mit Sandsteinquaderfassade, teils Fachwerk, bezeichnet „1743“ | D-5-74-112-19 Wikidata            | weitere Bilder |
| Feilturmgasse 11 (Standort)                                                  | Wohnhaus                                                  | Zweigeschossiger Sandsteinquaderbau mit Satteldach, Giebel Fachwerk, 18. Jahrhundert | D-5-74-112-20 Wikidata            | weitere Bilder |
| Fischbacher Straße 1, 3 (Standort)                                           | Ehemaliger Gasthof                                        | Zweigeschossiger Sandsteinquaderbau mit Mansardhalbwalmdach und Zwerchhaus, um 1830, erweitert um zweigeschossigen Anbau, teils Fachwerk | D-5-74-112-22 Wikidata            | weitere Bilder |
| Fischbacher Straße 1, 3 (Standort)                                           | Scheune                                                   | großer Hopfenspeicher, Sandsteinquaderbau mit Mansarddach, erste Hälfte 19. Jahrhundert | D-5-74-112-22 zugehörig Wikidata  | weitere Bilder |
| Fischbacher Straße 2 (Standort)                                              | Scheune                                                   | Sandsteinquaderbau mit Fachwerkgiebeln, um 1830/40 | D-5-74-112-216 Wikidata           | weitere Bilder |
| Flurergasse 1 (Standort)                                                     | Wohn- und Geschäftshaus                                   | Zweigeschossiger Sandsteinquaderbau mit Steildach, erste Hälfte 19. Jahrhundert | D-5-74-112-24 Wikidata            | weitere Bilder |
| Flurergasse 6 (Standort)                                                     | Kleinhaus                                                 | Zweigeschossiger traufständiger Satteldachbau, massiv und Fachwerk, 18. Jahrhundert | D-5-74-112-25 Wikidata            | weitere Bilder |
| Flurergasse 8 (Standort)                                                     | Kleinhaus                                                 | Traufständiger Satteldachbau, teils Fachwerk, 18. Jahrhundert | D-5-74-112-26 Wikidata            | weitere Bilder |
| Hagenhausener Straße 2; Jahnstraße 3 (Standort)                              | Doppelbauernhaus                                          | Symmetrische Anlage aus zwei zweigeschossigen Wohnhäusern mit massivem Erdgeschoss und Fachwerkobergeschoss, verbunden durch überhöhte Scheune mit Mansarddach, barock, 18. Jahrhundert | D-5-74-112-27 Wikidata            | weitere Bilder |
| Hermangasse 1 (Standort)                                                     | Wohnhaus                                                  | Schmaler langgestreckter Fachwerkbau auf massivem Sockelgeschoss, Mansarddach, 18. Jahrhundert | D-5-74-112-28 Wikidata            | weitere Bilder |
| Hesselgasse 6 (Standort)                                                     | Wohnhaus                                                  | Zweigeschossiger giebelständiger Frackdachbau mit massivem Erdgeschoss und Fachwerkobergeschoss und -giebel, 18. Jahrhundert, westliche Erweiterung nach 1831 | D-5-74-112-29 Wikidata            | weitere Bilder |
| Hesselgasse 7 (Standort)                                                     | Wohnhaus                                                  | Zweigeschossiger giebelständiger Steildachbau, Erdgeschoss Sandstein, Obergeschoss Fachwerk, zum Teil verputzt, erste Hälfte 19. Jahrhundert | D-5-74-112-30 Wikidata            | weitere Bilder |
| Hesselgasse 9 (Standort)                                                     | Wohnhaus                                                  | Zweigeschossiger Traufständiger Satteldachbau, Erdgeschoss Sandstein, Obergeschoss Fachwerk, erste Hälfte 19. Jahrhundert | D-5-74-112-31 Wikidata            | weitere Bilder |
| Hesselgasse 10 (Standort)                                                    | Wohnhaus                                                  | Zweigeschossiger Satteldachbau mit verputztem Fachwerkobergeschoss und -giebel, 17./18. Jahrhundert | D-5-74-112-32 Wikidata            | weitere Bilder |
| Heumarkt 1 (Standort)                                                        | Ehemaliges Gasthaus                                       | Zweigeschossiger Eckbau, Erdgeschoss massiv, Fachwerkobergeschoss, spätes 17. Jahrhundert, Fachwerkgiebel wohl im 19. Jahrhundert erneuert | D-5-74-112-33 Wikidata            | weitere Bilder |
| Heumarkt 1 (Standort)                                                        | Nebengebäude                                              | zwei schmale Satteldachbauten, Sandstein und Fachwerk, 18./19. Jahrhundert | D-5-74-112-33 zugehörig Wikidata  | BW             |
| Judenbühl 1 (Standort)                                                       | Bürgerhaus                                                | Zweigeschossiger Steildachbau, massiv und Fachwerk, 16./17. Jahrhundert | D-5-74-112-35 Wikidata            | weitere Bilder |
| Kiliansgasse 1 (Standort)                                                    | Wohnhaus                                                  | Zweigeschossiger massiver Schopfwalmdachbau, bezeichnet „1747“, erneuert zweite Hälfte 19. Jahrhundert | D-5-74-112-36 Wikidata            | weitere Bilder |
| Kiliansgasse 6 (Standort)                                                    | Wohnhaus                                                  | Zweigeschossiger traufständiger Sandsteinquaderbau mit Zwerchhaus, um 1860/70 | D-5-74-112-37 Wikidata            | weitere Bilder |
| Kiliansgasse 7 (Standort)                                                    | Wohnhaus                                                  | Zweigeschossiger giebelständiger Satteldachbau, Fachwerkbau mit massivem Erdgeschoss, Ende 17. Jahrhundert | D-5-74-112-226 Wikidata           | weitere Bilder |
| Kiliansgasse 7 (Standort)                                                    | Nebengebäude                                              | 18./19. Jahrhundert | D-5-74-112-226 zugehörig Wikidata | BW             |
| Kiliansgasse 8 (Standort)                                                    | Wohnhaus                                                  | Zweigeschossiger traufständiger Sandsteinquaderbau mit Zwerchhaus, um 1860/70 | D-5-74-112-38                     | weitere Bilder |
| Kiliansgasse 9 (Standort)                                                    | Wohnhaus                                                  | Zweigeschossiger giebelständiger Satteldachbau, giebelseitig vorkragendes Fachwerkobergeschoss, verputzt, 17./18. Jahrhundert | D-5-74-112-39 Wikidata            | weitere Bilder |
| Kiliansgasse 10 (Standort)                                                   | Wohnhaus                                                  | Zweigeschossiger traufständiger Sandsteinquaderbau, um 1860/70 | D-5-74-112-40 Wikidata            | weitere Bilder |
| Kiliansgasse 11; Melbergasse 1 a (Standort)                                  | Ackerbürgerhaus                                           | Zweigeschossiger Satteldachbau, Erdgeschoss Sandsteinquader, Obergeschoss Fachwerk, erste Hälfte 18. Jahrhundert | D-5-74-112-217 Wikidata           | weitere Bilder |
| Kiliansgasse 11; Melbergasse 1 a (Standort)                                  | ehemalige Scheune                                         | langgestreckter Satteldachbau mit vorkragendem Fachwerkobergeschoss, erste Hälfte 19. Jahrhundert | D-5-74-112-217 zugehörig Wikidata | weitere Bilder |
| Kiliansgasse 12 (Standort)                                                   | Wohnhaus                                                  | Zweigeschossiger traufständiger Sandsteinquaderbau, um 1860/70 | D-5-74-112-41                     | weitere Bilder |
| Kiliansgasse 14 (Standort)                                                   | Wohnhaus                                                  | Langgestreckter zweigeschossiger Sandsteinquaderbau, um 1860/70 | D-5-74-112-42 Wikidata            | weitere Bilder |
| Kiliansgasse 18 (Standort)                                                   | Wohnhaus                                                  | Zweigeschossiger traufständiger Satteldachbau mit Fachwerkobergeschoss, erste Hälfte 18. Jahrhundert | D-5-74-112-43 Wikidata            | weitere Bilder |
| Kiliansgasse 19 (Standort)                                                   | Wohnhaus                                                  | Zweigeschossiger giebelständiger Satteldachbau, Obergeschoss und Giebel Fachwerk, 17./18. Jahrhundert | D-5-74-112-44 Wikidata            | weitere Bilder |
| Kiliansgasse 19 (Standort)                                                   | Nebengebäude                                              | massiver Satteldachbau mit Treppengiebel, im Kern wohl 17./18. Jahrhundert | D-5-74-112-44 zugehörig Wikidata  | BW             |
| Kirchgasse 2 (Standort)                                                      | Pfarrhaus, sogenanntes zweites evangelisches Pfarrhaus    | Zweigeschossiger traufständiger Satteldachbau mit Zwerchhäusern, Fachwerkbau auf Sockelgeschoss aus Sandsteinquadern, Mitte 18. Jahrhundert | D-5-74-112-45 Wikidata            | weitere Bilder |
| Kirchgasse 4 (Standort)                                                      | Evangelisches Pfarramt                                    | Dreigeschossiger massiver Bau, mit rückwärtigem Treppenturm und Eckerker, in Formen der Neurenaissance, 1901 | D-5-74-112-232 Wikidata           | weitere Bilder |
| Kirchgasse 6, 8 (Standort)                                                   | Evangelisches Gemeindehaus                                | Anlage aus zwei Sandsteinquaderbauten mit Fachwerkobergeschoss, 1733 | D-5-74-112-46 Wikidata            | weitere Bilder |
| Kirchgasse 10 (Standort)                                                     | Evangelisch-lutherisches Dekanat                          | Schmaler dreigeschossiger Fachwerkbau auf Sandsteinquader-Sockelgeschoss, 17./18. Jahrhundert | D-5-74-112-47 Wikidata            | weitere Bilder |
| Königsbühlstraße 6 (Standort)                                                | Wohnhaus                                                  | Zweigeschossiger Satteldachbau, Sandsteinquader und Fachwerk, bezeichnet „1785“ | D-5-74-112-48 Wikidata            | weitere Bilder |
| Königsbühlstraße 7 (Standort)                                                | Wohnhaus                                                  | Zweigeschossiger Satteldachbau mit Fachwerkobergeschoss, 17./18. Jahrhundert | D-5-74-112-49 Wikidata            | weitere Bilder |
| Kranichseegasse 1 (Standort)                                                 | Wohnhaus                                                  | Zweigeschossiger Satteldachbau, vorkragendes Fachwerkobergeschoss auf Sandsteinquader-Erdgeschoss, 17./18. Jahrhundert | D-5-74-112-50 Wikidata            | weitere Bilder |
| Kranichseegasse 5 (Standort)                                                 | Wohnhaus                                                  | Zweigeschossiger giebelständiger Satteldachbau, Obergeschoss und Giebel Fachwerk, Anfang 18. Jahrhundert | D-5-74-112-51 Wikidata            | weitere Bilder |
| Kranichseegasse 7 (Standort)                                                 | Wohnhaus                                                  | Zweigeschossiger giebelständiger Satteldachbau, gegliederte Sandsteinfassade und Giebelfachwerk, 17./18. Jahrhundert | D-5-74-112-52 Wikidata            | weitere Bilder |
| Kronäckerstraße 2; Kronäckerstraße 6 (Standort)                              | Wohnhaus                                                  | Zweigeschossiger Walmdachbau, Erdgeschoss Sandsteinquader, Obergeschoss Fachwerk, 1669 | D-5-74-112-53 Wikidata            | weitere Bilder |
| Kronäckerstraße 2; Kronäckerstraße 6 (Standort)                              | Nebengebäude                                              | Fachwerkbau mit Walmdach, wohl 1669 | D-5-74-112-53 zugehörig Wikidata  | BW             |
| Kronäckerstraße 2; Kronäckerstraße 6 (Standort)                              | Gartenhaus                                                | achtseitiger Fachwerkbau mit Zeltdach, wohl 18. Jahrhundert | D-5-74-112-53 zugehörig Wikidata  | BW             |
| Melbergasse 1 (Standort)                                                     | Wohnhaus                                                  | Langgestreckter zweigeschossiger Satteldachbau mit vorkragendem Fachwerkobergeschoss auf Sandsteinquader-Erdgeschoss, 17. Jahrhundert | D-5-74-112-55 Wikidata            | weitere Bilder |
| Melbergasse 2 (Standort)                                                     | Wohnhaus                                                  | Zweigeschossiger Satteldachbau, Obergeschoss und Giebel Fachwerk, 18. Jahrhundert | D-5-74-112-56 Wikidata            | weitere Bilder |
| Melbergasse 3; Melbergasse 4 (Standort)                                      | Ehemaliges Bauernhaus                                     | Fachwerkbau mit Frackdach, Erdgeschoss zum Teil massiv, im Kern mittelalterlich, 1390/91 (dendrochronologisch datiert), umgebaut 1592 (dendrochronologisch datiert), weitere Umbauten 17. bis 19. Jahrhundert | D-5-74-112-57 Wikidata            | weitere Bilder |
| Melbergasse 3; Melbergasse 4 (Standort)                                      | Scheune                                                   | Fachwerkbau mit Steildach, viertes Viertel 16./erstes Drittel 17. Jahrhundert (dendrochronologisch datiert) | D-5-74-112-57 zugehörig Wikidata  | BW             |
| Mühlweg (Standort)                                                           | Kellerhaus                                                | eingeschossiger Fachwerkbau mit Satteldach, auf hohem Kellerfundament, wohl Ende 19. Jahrhundert; Felsenkeller, bezeichnet mit "1845" | D-5-74-112-286                    | weitere Bilder |
| Neubaugasse 1 (Standort)                                                     | Wohnhaus                                                  | Langgestreckter zweigeschossiger Satteldachbau mit Aufzugsgaube, Fachwerkobergeschoss und -giebel, 17./18. Jahrhundert | D-5-74-112-58 Wikidata            | weitere Bilder |
| Neubaugasse 3 (Standort)                                                     | Wohnhaus                                                  | Dreigeschossiger Satteldachbau, Erdgeschoss 16./17. Jahrhundert, Fachwerkobergeschoss und rückwärtiger Treppenturm 18. Jahrhundert | D-5-74-112-59 Wikidata            | weitere Bilder |
| Neubaugasse 3 (Standort)                                                     | Nebengebäude                                              | zweigeschossiger Fachwerkbau mit Satteldach, 18. Jahrhundert | D-5-74-112-59 zugehörig Wikidata  | weitere Bilder |
| Neubaugasse 5 (Standort)                                                     | Wohnhaus                                                  | Zweigeschossiger traufständiger verputzter Fachwerkbau mit Steildach, teilweise massiv, im Kern 1590 (dendrochronologisch datiert), rückwärtiger Fachwerktreppenturm, 1688 (dendrochronologisch datiert) | D-5-74-112-61 Wikidata            | weitere Bilder |
| Neubaugasse 7, 7 a (Standort)                                                | Ehemaliges Gasthaus                                       | Langgestreckter dreigeschossiger Eckbau, Fachwerkobergeschosse verputzt, 16./17. Jahrhundert | D-5-74-112-63 Wikidata            | weitere Bilder |
| Neubaugasse 7, 7 a (Standort)                                                | Stadel                                                    | Sandsteinquader und Fachwerk, bezeichnet „1747“ | D-5-74-112-63 zugehörig Wikidata  | weitere Bilder |
| Neumarkter Straße 4; Neumarkter Straße 4 a; Neumarkter Straße 4 c (Standort) | Wohnhaus                                                  | Stattlicher zweigeschossiger Sandsteinquaderbau mit Mansarddach, bezeichnet „1825“ | D-5-74-112-64 Wikidata            | weitere Bilder |
| Neumarkter Straße 4; Neumarkter Straße 4 a; Neumarkter Straße 4 c (Standort) | Gartenhaus                                                | im Kern 18. Jahrhundert | D-5-74-112-64 zugehörig Wikidata  | BW             |
| Neumarkter Straße 8; Neumarkter Straße 10 (Standort)                         | Doppelwohnhaus                                            | Zweigeschossiger Sandsteinquaderbau, Mansarddach mit Aufzugsgauben, bezeichnet „1822“ | D-5-74-112-65 Wikidata            | weitere Bilder |
| Neumarkter Straße 9; Neumarkter Straße 11; Schießhausstraße 5 (Standort)     | Evangelischer Friedhof                                    | Angelegt 1527, erweitert 2. Hälfte 19. Jahrhundert, mit Grabdenkmälern, Inschrifttafeln und Epitaphien 17. bis erste Hälfte 20. Jahrhundert | D-5-74-112-66 Wikidata            | weitere Bilder |
| Neumarkter Straße 9; Neumarkter Straße 11; Schießhausstraße 5 (Standort)     | Friedhofskirche                                           | Sandsteinquaderbau mit steilem Satteldach, nicht eingezogenem Dreiseitabschluss und Dachreiter mit Hauben- und Zwiebelaufsatz, 1741/42; mit Ausstattung | D-5-74-112-66 zugehörig Wikidata  | weitere Bilder |
| Neumarkter Straße 9; Neumarkter Straße 11; Schießhausstraße 5 (Standort)     | Friedhofsmauer                                            | Sandsteinquadermauer mit Rundbogentor, Tor bezeichnet „1580“ und „1786“ | D-5-74-112-66 zugehörig Wikidata  | BW             |
| Neumarkter Straße 9; Neumarkter Straße 11; Schießhausstraße 5 (Standort)     | Mortuarium                                                | langgestreckte, offene Grufthalle mit Sandsteinquader-Rückwand und von massiven Rundpfeilern gestütztem Satteldach, erste Hälfte 17. Jahrhundert | D-5-74-112-66 zugehörig Wikidata  | BW             |
| Neumarkter Straße 9; Neumarkter Straße 11; Schießhausstraße 5 (Standort)     | Grabkapelle                                               | Grabkapellequadratischer Sandsteinquaderbau mit Zeltdach, Eckpilastern und profiliertem Traufgesims, 18. Jahrhundert | D-5-74-112-66 zugehörig Wikidata  | BW             |
| Neumarkter Straße 9; Neumarkter Straße 11; Schießhausstraße 5 (Standort)     | Bildstock                                                 | Bildstockhochrechteckiges Sandsteinrelief mit der Darstellung der heiligen Katharina und eines Bischofs, um 1430/40, Sandsteinsockel mehrfach bezeichnet, unter anderem „1662“, „1773“ und „1791“ | D-5-74-112-66 zugehörig Wikidata  | weitere Bilder |
| Neumarkter Straße 9; Neumarkter Straße 11; Schießhausstraße 5 (Standort)     | Leichenhaus                                               | eingeschossiger Sandsteinquaderbau mit Satteldach und Zwerchhaus mit Dreiecksgiebel, zweites Drittel 19. Jahrhundert | D-5-74-112-66 zugehörig Wikidata  | BW             |
| Neumarkter Straße 13 (Standort)                                              | Ehemaliges Zollhaus, jetzt Gasthaus                       | Eingeschossiger Sandsteinquaderbau mit Satteldach, rückwärtiger Giebel Fachwerk, erste Hälfte 19. Jahrhundert | D-5-74-112-67 Wikidata            | weitere Bilder |
| Neumarkter Straße 13 (Standort)                                              | Nebengebäude                                              | eingeschossiger Sandsteinquaderbau, wohl erste Hälfte 19. Jahrhundert | D-5-74-112-67 zugehörig Wikidata  | BW             |
| Neumarkter Straße 16 (Standort)                                              | Katholische Pfarrkirche Heiligste Dreifaltigkeit          | Saalbau mit eingezogenem segmentbogenförmig abschließendem Chor und Campanile, von Hans Beckers, bezeichnet „1951“; mit Ausstattung | D-5-74-112-233 Wikidata           | weitere Bilder |
| Nürnberger Straße 2 (Standort)                                               | Wohnhaus                                                  | Zweigeschossiger traufständiger Sandsteinquaderbau, 18. Jahrhundert; mit dem Oberen Tor verbunden (siehe Stadtbefestigung, Wehrmauer 4) | D-5-74-112-69 Wikidata            | weitere Bilder |
| Nürnberger Straße 4 (Standort)                                               | Wohnhaus                                                  | Eingeschossiger massiver Satteldachbau mit Fachwerkgiebel, 18. Jahrhundert | D-5-74-112-70 Wikidata            | weitere Bilder |
| Nürnberger Straße 5 (Standort)                                               | Wohnhaus                                                  | Zweigeschossiger Sandsteinquaderbau mit Satteldach, Giebel Fachwerk, 18./19. Jahrhundert | D-5-74-112-71 Wikidata            | weitere Bilder |
| Nürnberger Straße 6 (Standort)                                               | Ehemaliges Wirtshaus Zum goldenen Anker                   | Zweiflügelbau, zweigeschossiger Satteldachbau, im Kern 18. Jahrhundert, Umbau Anfang 20. Jahrhundert, Wirtshauspavillon: eingeschossiger Fachwerkbau, wohl Anfang 20. Jahrhundert, Wirtshausgarten | D-5-74-112-229 Wikidata           | weitere Bilder |
| Obere Badgasse 1 (Standort)                                                  | Wohnhaus                                                  | Zweigeschossiges Eckhaus, Satteldachbau mit Sandsteinquader-Erdgeschoss und reichem Fachwerkobergeschoss, bezeichnet „1673“ | D-5-74-112-73 Wikidata            | weitere Bilder |
| Obere Badgasse 2 (Standort)                                                  | Wohn- und Geschäftshaus                                   | Zweigeschossiges Eckhaus, massiver Satteldachbau, in Formen der Neurenaissance, 1894 | D-5-74-112-74 Wikidata            | weitere Bilder |
| Obere Badgasse 2 (Standort)                                                  | Scheune                                                   | Sandsteinquaderbau mit Satteldach, 19. Jahrhundert | D-5-74-112-74 zugehörig Wikidata  | BW             |
| Obere Badgasse 6 (Standort)                                                  | Wohn- und Geschäftshaus                                   | Zweigeschossiges Eckhaus, Sandsteinquaderbau mit Steildach, Mitte 19. Jahrhundert | D-5-74-112-75 Wikidata            | weitere Bilder |
| Obere Brauhausstraße 1 (Standort)                                            | Wohnhaus                                                  | Dreigeschossiges Eckhaus, Sandsteinquaderbau mit Fachwerkobergeschoss und -giebel, 17./18. Jahrhundert | D-5-74-112-76 Wikidata            | weitere Bilder |
| Obere Brauhausstraße 5 (Standort)                                            | Wohnhaus                                                  | Zweigeschossiger Satteldachbau mit Sandsteinquaderfassade und Fachwerkgiebel, 17./18. Jahrhundert | D-5-74-112-77 Wikidata            | weitere Bilder |
| Obere Brauhausstraße 7; Obere Wehd 1 (Standort)                              | Wohnhaus                                                  | Zweigeschossiger massiver Steildachbau mit Sandsteingliederungen, in Formen der Neurenaissance, um 1900 | D-5-74-112-78 Wikidata            | weitere Bilder |
| Obere Brauhausstraße 7; Obere Wehd 1 (Standort)                              | Ehemalige Scheune                                         | massiver Satteldachbau mit Fachwerkgiebel, 18. Jahrhundert | D-5-74-112-78 zugehörig Wikidata  | BW             |
| Oberer Markt 1 (Standort)                                                    | Ehemaliger Gasthof                                        | Dreigeschossiger traufständiger Sandsteinquaderbau mit Chörlein und Volutengiebel, 17. Jahrhundert | D-5-74-112-79 Wikidata            | weitere Bilder |
| Oberer Markt 2 (Standort)                                                    | Rathaus                                                   | Freistehender zweigeschossiger Sandsteinquaderbau mit Satteldach und Dachreiter, an der Südseite Zwerchhaus mit Schweifgiebel und türmchenartige Gauben mit Zeltdächern, 1565, erneuert 1860; mit Ausstattung | D-5-74-112-80 Wikidata            | weitere Bilder |
| Oberer Markt 3 (Standort)                                                    | Bürgerhaus                                                | Dreigeschossiger traufständiger Sandsteinquaderbau mit Dacherker, 17. Jahrhundert | D-5-74-112-81 Wikidata            | weitere Bilder |
| Oberer Markt 4 (Standort)                                                    | Evangelisch-lutherische Stadtpfarrkirche Sankt Laurentius | Ehemalige Universitätskirche, Chor und Turmuntergeschosse letztes Viertel 14. Jahrhundert, Langhausneubau und Turmaufbau nach Plänen von Joh. Hofmann in barocken Formen 1753/55; mit Ausstattung | D-5-74-112-82 Wikidata            | weitere Bilder |
| Oberer Markt 5 (Standort)                                                    | Gasthaus                                                  | Dreigeschossiger traufständiger Satteldachbau mit Aufzugserker, Sandsteinquaderfassade, dendrochronologisch datiert 1646/47, bezeichnet 1648 | D-5-74-112-83 Wikidata            | weitere Bilder |
| Oberer Markt 5 (Standort)                                                    | Nebengebäude                                              | Sandsteinquaderbau, 17./18. Jahrhundert | D-5-74-112-83 zugehörig Wikidata  | BW             |
| Oberer Markt 6 (Standort)                                                    | Gasthaus                                                  | Dreigeschossiger giebelständiger Satteldachbau in Ecklage, Obergeschosse und Giebel Fachwerk, zweite Hälfte 18. Jahrhundert | D-5-74-112-84 Wikidata            | weitere Bilder |
| Oberer Markt 7; Neubaugasse 10 (Standort)                                    | Bürgerhaus                                                | Dreigeschossiger traufständiger Satteldachbau mit Aufzugsgaube, Sandsteinquaderfassade, 17. Jahrhundert | D-5-74-112-85 Wikidata            | weitere Bilder |
| Oberer Markt 7; Neubaugasse 10 (Standort)                                    | Ehemalige Scheune                                         | Sandsteinquaderbau, Ende 18. Jahrhundert | D-5-74-112-85 zugehörig Wikidata  | BW             |
| Oberer Markt 8 (Standort)                                                    | Bürgerhaus                                                | Dreigeschossiger traufständiger Sandsteinquaderbau mit Steildach, Mitte 19. Jahrhundert | D-5-74-112-86 Wikidata            | weitere Bilder |
| Oberer Markt 9 (Standort)                                                    | Bürgerhaus, sogenanntes Wallensteinhaus                   | Dreigeschossiger traufständiger Steildachbau mit Sandsteinquaderfassade, rückwärtig Fachwerktreppenturm, im Kern 17. Jahrhundert | D-5-74-112-87 Wikidata            | weitere Bilder |
| Oberer Markt 13 (Standort)                                                   | Bürgerhaus                                                | Zweigeschossiger Halbwalmdachbau mit Sandsteinquaderfassade und Fachwerkgiebel, Ende 17. Jahrhundert | D-5-74-112-89 Wikidata            | weitere Bilder |
| Oberer Markt 14 (Standort)                                                   | Bürgerhaus                                                | Zweigeschossiger massiver Steildachbau, 18. Jahrhundert Ehemaliges Tagelöhnerhaus: eingeschossiger Sandsteinquaderbau mit Fachwerkgiebel, mit Anbau, 18./19. Jahrhundert | D-5-74-112-90 Wikidata            | weitere Bilder |
| Oberer Markt 19 (Standort)                                                   | Gasthof                                                   | Zweigeschossiger massiver Steildachbau, mit verputztem Fachwerkgiebel, 17./18. Jahrhundert Scheune: Steildachbau mit Fachwerkgiebel, 18./19. Jahrhundert | D-5-74-112-91 Wikidata            | weitere Bilder |
| Obere Wehd 2 (Standort)                                                      | Ackerbürgerhaus                                           | Stattlicher zweigeschossiger Sandsteinquaderbau mit Steildach, 1766, mit rückwärtigem Scheunenanbau Hoftor: Sandstein, wohl zweite Hälfte 18. Jahrhundert | D-5-74-112-94 Wikidata            | weitere Bilder |
| Obere Wehd 3 (Standort)                                                      | Wohnhaus                                                  | Zweigeschossiger giebelständiger Steildachbau, Sandstein, zum Teil verputzt, bezeichnet „1802“ | D-5-74-112-95 Wikidata            | weitere Bilder |
| Obere Wehd 4 (Standort)                                                      | Wohnhaus                                                  | Zweigeschossiger giebelständiger massiver Satteldachbau, bezeichnet „1767“ | D-5-74-112-96 Wikidata            | weitere Bilder |
| Obere Wehd 5 (Standort)                                                      | Wohn- und Geschäftshaus                                   | Zweigeschossiger giebelständiger Mansarddachbau, Sandstein verputzt, 18. Jahrhundert | D-5-74-112-97 Wikidata            | weitere Bilder |
| Obere Wehd 6 (Standort)                                                      | Ackerbürgerhaus                                           | Zweigeschossiger Sandsteinquaderbau mit Steildach, Mitte 18. Jahrhundert | D-5-74-112-98 Wikidata            | weitere Bilder |
| Obere Wehd 6 (Standort)                                                      | Nebengebäude                                              | massiv und Fachwerk, 18./19. Jahrhundert | D-5-74-112-98 zugehörig Wikidata  | BW             |
| Obere Wehd 7; Nähe Drechslergasse (Standort)                                 | Ackerbürgerhaus                                           | Zweigeschossiges Eckhaus, massiver Steildachbau, bezeichnet „1802“ | D-5-74-112-99 Wikidata            | weitere Bilder |
| Obere Wehd 7; Nähe Drechslergasse (Standort)                                 | Scheune                                                   | langgestreckter Sandsteinquaderbau mit Fachwerkgiebel, um 1800 | D-5-74-112-99 zugehörig Wikidata  | weitere Bilder |
| Obere Wehd 8 (Standort)                                                      | Wohnhaus                                                  | Zweigeschossiger Sandsteinquaderbau mit Steildach, um 1767 | D-5-74-112-100 Wikidata           | weitere Bilder |
| Ohmstraße 2 (Standort)                                                       | Wohnhaus                                                  | Zweigeschossiger Satteldachbau, Fachwerkobergeschoss auf Sandsteinquader-Erdgeschoss, erste Hälfte 19. Jahrhundert, rückwärtig erweitert, wohl spätes 19./frühes 20. Jahrhundert Nebengebäude: eingeschossiger Ziegelsteinbau mit flachem Satteldach, wohl spätes 19./frühes 20. Jahrhundert | D-5-74-112-101 Wikidata           | weitere Bilder |
| Ohmstraße 3 (Standort)                                                       | Wohnhaus                                                  | Stattlicher Sandsteinquaderbau mit Fachwerkgiebel und Steildach, erste Hälfte 19. Jahrhundert | D-5-74-112-102 Wikidata           | weitere Bilder |
| Philosophenweg 1 (Standort)                                                  | Villa                                                     | Dreigeschossiger Walmdachbau mit Treppenerker, massiv und Fachwerk, um 1900 | D-5-74-112-103 Wikidata           | weitere Bilder |
| Rathausgasse 2 (Standort)                                                    | Wohn- und Geschäftshaus                                   | Zweigeschossiger giebelständiger Satteldachbau, 17. Jahrhundert | D-5-74-112-104 Wikidata           | weitere Bilder |
| Rathausgasse 4 (Standort)                                                    | Wohnhaus                                                  | Breitgelagerter zweigeschossiger massiver Satteldachbau mit Fachwerkgiebel, Ende 17. Jahrhundert | D-5-74-112-105 Wikidata           | weitere Bilder |
| Rathausgasse 6 (Standort)                                                    | Wohnhaus                                                  | Gruppe von drei Satteldachbauten, Fachwerkobergeschoss auf hohem massivem Sockelgeschoss, 18. Jahrhundert | D-5-74-112-106 Wikidata           | weitere Bilder |
| Röderstraße 4; Kappelgraben 2 (Standort)                                     | Wohnhaus                                                  | Zweigeschossiger Sandsteinquaderbau mit Steildach und Fachwerkgiebel, um 1800 Nebengebäude: massiv und Fachwerk, wohl um 1800 | D-5-74-112-107                    | weitere Bilder |
| Röderstraße 10 (Standort)                                                    | Ehemaliges Amtsgericht                                    | Dreigeschossiger massiver Walmdachbau mit kleiner offener Torhalle, in Neurenaissanceformen, um 1900 Einfriedung: Sandsteinmauer, um 1900 | D-5-74-112-108 Wikidata           | weitere Bilder |
| Röderstraße 14 (Standort)                                                    | Wohnhaus                                                  | zweigeschossiger, verputzter Massivbau mit steilem Walmdach, Satteldachgauben und mehrseitigen, eingeschossigen Eckerker, an der Südseite flacher Mittelrisalit mit Satteldach, an der Westseite flacher Seitenrisalit mit Satteldach, versachlichter Historismus, um 1910 | D-5-74-112-283                    | BW             |
| Schlossplatz 4 (Standort)                                                    | Wohn- und Geschäftshaus                                   | Sandsteinquaderbau mit Mansarddach, frühes 18. Jahrhundert, straßenseitig um Fachwerkobergeschoss aufgestockt, 19. Jahrhundert | D-5-74-112-109 Wikidata           | weitere Bilder |
| Schlossplatz 7; Nähe Schlossplatz (Standort)                                 | Ehemaliges Pflegschloss, dann Landgericht                 | Dreigeschossiger Sandsteinquaderbau mit Halbwalmdach, errichtet 1522/23, Wiederaufbau bezeichnet „1558“, rückseitig turmartiger Anbau | D-5-74-112-110 Wikidata           | weitere Bilder |
| Schlossplatz 7; Nähe Schlossplatz (Standort)                                 | Einfriedung                                               | Rest der Mauer des Pflegamtsgartens und Rundbogenportal, Sandsteinquader, um 1700 | D-5-74-112-110 zugehörig Wikidata | weitere Bilder |
| Schmiedgasse 1 (Standort)                                                    | Wohnhaus                                                  | Zweigeschossiger Mansarddachbau, Sandsteinquader-Erdgeschoss, Fachwerkobergeschoss, 18. Jahrhundert | D-5-74-112-111 Wikidata           | weitere Bilder |
| Silbergasse 2; Prof.-Franz-Becker-Straße 2 (Standort)                        | Ehemalige Universität, heute Wichernhaus                  | U-förmige Dreiflügelanlage, zwei- und dreigeschossige Sandsteinquaderbauten mit Steildächern und Gesimsgliederung, Süd- und Westflügel mit sechsseitigen Fachwerk-Dacherkern mit Zeltdächern, Ostflügel mit polydonalem Treppenhausturm mit Zeltdach, in der Südwestecke sechsgeschossiger Uhrturm mit Gesimsgliederung und Haubendach; Südflügel, Westflügel und Uhrturm 1571–74, Ostflügel bezeichnet „1582“ Torbau: schmaler zweigeschossiger traufseitiger Sandsteinquaderbau mit Satteldach und Stichbogentor, östlich anschließend Hofmauer; Torbau bezeichnet „1583“ Hofbrunnen: Metall, von Georg Labenwolf, um 1585 Brunnen: Wasserholstelle, Sandstein, erste Hälfte 19. Jahrhundert Ehemaliges Laboratorium Chemicum: eingeschossiger Sandsteinquaderbau mit Walmdach, 17./18. Jahrhundert Einfriedung des botanischen Gartens: Sandsteinquadermauer mit profiliertem Abschluss und Torpfosten mit Bekrönung, erste Hälfte 18. Jahrhundert Ehemaliges Hibernaculum des botanischen Gartens: erdgeschossiger langgestreckter Sandsteinquaderbau mit Satteldach und Fachwerkgiebel, 1656, Umbau im 19. Jahrhundert | D-5-74-112-113 Wikidata           | weitere Bilder |
| Silbergasse 5 (Standort)                                                     | Wohnhaus                                                  | Zweigeschossiger traufständiger Sandsteinquaderbau mit Satteldach, frühes 19. Jahrhundert | D-5-74-112-114 Wikidata           | weitere Bilder |
| Silbergasse 6 (Standort)                                                     | Wohnhaus                                                  | Zweigeschossiger traufständiger Sandsteinquaderbau, um 1860/70 | D-5-74-112-115                    | weitere Bilder |
| Silbergasse 7 (Standort)                                                     | Wohnhaus                                                  | Zweigeschossiger Satteldachbau, Erdgeschoss massiv, Obergeschoss und Giebel Fachwerk, Rundbogenportal, 17. Jahrhundert | D-5-74-112-116 Wikidata           | weitere Bilder |
| Silbergasse 9 (Standort)                                                     | Wohnhaus                                                  | Zweigeschossiger Steildachbau, Erdgeschoss Sandstein, Obergeschoss und Giebel Fachwerk, 18. Jahrhundert, rückwärtig erweitert | D-5-74-112-117 Wikidata           | weitere Bilder |
| Türkeistraße 2 (Standort)                                                    | Ackerbürger- und Handwerkeranwesen                        | Wohnhaus: zweigeschossiger Satteldachbau, Fachwerk und Sandstein, verputzt, 17. bis 19. Jahrhundert Scheune: Steildachbau, Fachwerk und Sandstein, 18./19. Jahrhundert | D-5-74-112-224 Wikidata           | weitere Bilder |
| Türkeistraße 11 (Standort)                                                   | Ehemaliges Wohnhaus                                       | Zweigeschossiger Satteldachbau mit Sandsteinquaderfassade und Fachwerkgiebel, im Kern 1549 (dendrochronologisch datiert), bezeichnet „1758“, erweitert Einfriedung: Gartenummauerung mit Sandsteinpfosten | D-5-74-112-121 Wikidata           | weitere Bilder |
| Türkeistraße 16, 18 (Standort)                                               | Ehemaliges Ackerbürgerhaus                                | Zweigeschossiger giebelseitiger Satteldachbau mit Sandsteinquadererdgeschoss und Fachwerkobergeschoss, dendrochronologisch datiert 1705/06, westlich angebaut zweigeschossiger traufseitiger Sandsteinquaderbau mit Satteldach, vermutlich gleichzeitig, Umbau dendrochronologisch datiert 1863 | D-5-74-112-122 Wikidata           | weitere Bilder |
| Untere Brauhausstraße 12 (Standort)                                          | Bauernhaus                                                | Zweigeschossiger giebelständiger Sandsteinquaderbau mit Steildach, bezeichnet „1750“ und „1825“ Scheune: Sandsteinquaderbau, 19. Jahrhundert | D-5-74-112-125 Wikidata           | weitere Bilder |
| Untere Brauhausstraße 14 (Standort)                                          | Ehemaliges Bauernhaus                                     | Zweigeschossiger giebelständiger Sandsteinquaderbau mit Satteldach, Mitte 19. Jahrhundert | D-5-74-112-126 Wikidata           | weitere Bilder |
| Unterer Markt, vor der Pfarrkirche (Standort)                                | Kriegerdenkmal                                            | Gestuftes Postament mit Obelisk und bekrönendem Adler, nach 1871 | D-5-74-112-92 Wikidata            | weitere Bilder |
| Unterer Markt (Standort)                                                     | Marktbrunnen                                              | Achtseitiges Becken mit Ornamentpfeiler, Eisenguss, neugotisch, 1859 | D-5-74-112-139 Wikidata           | weitere Bilder |
| Unterer Markt (Standort)                                                     | Brunnen, sogenannter Laurentiusbrunnen                    | Brunnenschale und Sandsteinpfeiler mit Laurentiusfigur, 1820 | D-5-74-112-127 Wikidata           | weitere Bilder |
| Unterer Markt 3 (Standort)                                                   | Wohnhaus                                                  | Dreigeschossiger traufständiger Satteldachbau mit Sandsteinquaderfassade, Mitte 19. Jahrhundert | D-5-74-112-128 Wikidata           | weitere Bilder |
| Unterer Markt 5 (Standort)                                                   | Wohnhaus                                                  | Dreigeschossiger traufständiger Satteldachbau mit Sandsteinquaderfassade, Mitte 19. Jahrhundert Ehemalige Scheune: Sandsteinquaderbau mit Steildach, 19. Jahrhundert Nebengebäude: ein- bis zweigeschossiger Sandsteinquaderbau, 19. Jahrhundert | D-5-74-112-129                    | weitere Bilder |
| Unterer Markt 6 (Standort)                                                   | Gasthaus                                                  | Zweigeschossiger giebelständiger Satteldachbau auf Sandsteinsockel, im Kern Fachwerk, 1552/53 (dendrochronologisch datiert) Nebengebäude: Fachwerkbau mit Halbwalmdach, 17. Jahrhundert | D-5-74-112-130 Wikidata           | weitere Bilder |
| Unterer Markt 10 (Standort)                                                  | Bürgerhaus                                                | Zweigeschossiger giebelständiger Sandsteinquaderbau mit Steildach und Fachwerkgiebel, im Kern 17. Jahrhundert | D-5-74-112-132 Wikidata           | weitere Bilder |
| Unterer Markt 13 (Standort)                                                  | Wohn- und Geschäftshaus                                   | Doppelhaus, zweigeschossiger traufständiger Sandsteinquaderbau mit Satteldach, Staffelgiebel und Fachwerk-Zwerchhaus mit Satteldach, bezeichnet „1851“, Zwerchhaus um 1900 | D-5-74-112-135 Wikidata           | weitere Bilder |
| Unterer Markt 16 (Standort)                                                  | Gasthaus Goldener Ochse                                   | Zweigeschossiger giebelständiger Steildachbau mit verputztem Fachwerkgiebel, im Kern von 1553 (dendrochronologisch datiert) | D-5-74-112-136 Wikidata           | weitere Bilder |
| Unterer Markt 18 (Standort)                                                  | Wohn- und Geschäftshaus                                   | Zweigeschossiger traufständiger Sandsteinquaderbau mit Satteldach, um 1860/70 | D-5-74-112-137 Wikidata           | weitere Bilder |
| Wehrmauer 2 (Standort)                                                       | Wohnhaus                                                  | zweigeschossiger Traufseitbau mit Fachwerkobergeschoss und Pultdach, 18. Jahrhundert | D-5-74-112-280                    | weitere Bilder |
| Weißturmgasse 1 (Standort)                                                   | Wohnhaus                                                  | zweigeschossiger traufseitiger Fachwerkbau mit Satteldach, 1829 | D-5-74-112-143 Wikidata           | weitere Bilder |

### Adelheim
| Lage                  | Objekt           | Beschreibung                                                                 | Akten-Nr.               | Bild           |
| --------------------- | ---------------- | ---------------------------------------------------------------------------- | ----------------------- | -------------- |
| Adelheim 4 (Standort) | Hopfenbauernhaus | Eingeschossiger massiver Steildachbau mit Hopfenluken, Mitte 19. Jahrhundert | D-5-74-112-220 Wikidata | weitere Bilder |

### Eismannsberg
| Lage                                                                | Objekt                                                | Beschreibung | Akten-Nr.                         | Bild           |
| ------------------------------------------------------------------- | ----------------------------------------------------- | --- | --------------------------------- | -------------- |
| Eismannsberger Dorfstraße 3 (Standort)                              | Scheune                                               | Fachwerkbau auf Quadersockel, rückwärtig Halbwalmdach, wohl erste Hälfte 18. Jahrhundert                                                     | D-5-74-112-149 Wikidata           | weitere Bilder |
| Eismannsberger Dorfstraße 13 (Standort)                             | Wohnhaus                                              | Eingeschossiger massiver Steildachbau, verputzt, bezeichnet „1881“                                                                           | D-5-74-112-150 Wikidata           | weitere Bilder |
| Eismannsberger Dorfstraße 13 (Standort)                             | Backhaus                                              | zweite Hälfte 19. Jahrhundert | D-5-74-112-150 zugehörig Wikidata | weitere Bilder |
| Eismannsberger Dorfstraße 26 (Standort)                             | Evangelisch-lutherisches Pfarrhaus                    | Zweigeschossiger Walmdachbau mit rustizierten Ecklisenen, um 1910                                                                            | D-5-74-112-276 Wikidata           | weitere Bilder |
| Eismannsberger Dorfstraße 26 (Standort)                             | Garage                                                | Garage bauzeitlich | D-5-74-112-276 zugehörig Wikidata | BW             |
| Eismannsberger Dorfstraße 26 (Standort)                             | Waschhaus                                             | Ehemaliges Waschhaus: bauzeitlich | D-5-74-112-276 zugehörig Wikidata | BW             |
| Eismannsberger Hauptstraße 1 (Standort)                             | Scheune                                               | Steildachbau, Fachwerk auf Steinsockel, 19. Jahrhundert                                                                                      | D-5-74-112-152 Wikidata           | weitere Bilder |
| Eismannsberger Kirchgasse 7; Eismannsberger Kirchgasse 5 (Standort) | Evangelisch-lutherische Pfarrkirche St. Andreas       | Als Simultankirche verwendet; kleine Saalkirche mit Dachreiter, errichtet wohl 1582, renoviert erste Hälfte 18. Jahrhundert; mit Ausstattung | D-5-74-112-151 Wikidata           | weitere Bilder |
| Eismannsberger Kirchgasse 7; Eismannsberger Kirchgasse 5 (Standort) | Friedhof                                              | Mit aufgelassenem Friedhof und Einfriedung, Torpfeiler bezeichnet „1872“                                                                     | D-5-74-112-151 zugehörig Wikidata | weitere Bilder |
| Schloss Eismannsberg 1 (Standort)                                   | Schloss, sogenanntes ehemaliges Oelhafensches Schloss | Dreigeschossiger massiver Walmdachbau, verputzt, 1726                                                                                        | D-5-74-112-146 Wikidata           | weitere Bilder |
| Von-Oelhafen-Straße 3 (Standort)                                    | Gasthof                                               | Stattlicher zweigeschossiger Traufseitbau mit Satteldach und Gesimsgliederung, zweites Drittel 19. Jahrhundert, Erneuerung bezeichnet „1922“ | D-5-74-112-148 Wikidata           | weitere Bilder |
| Von-Oelhafen-Straße 3 (Standort)                                    | Scheune                                               | Kalksteinbau mit Steildach, Mitte 19. Jahrhundert                                                                                            | D-5-74-112-148 zugehörig Wikidata | BW             |

### Grünsberg
| Lage | Objekt                                  | Beschreibung | Akten-Nr.               | Bild                     |
| --- | --------------------------------------- | --- | ----------------------- | ------------------------ |
| Emil-von-Stromer-Platz 2 (Standort)                                                                                   | Gasthaus                                | Zweigeschossiger Satteldachbau, Erdgeschoss Sandstein, verputzt, Obergeschoss und Giebel Fachwerk, im Kern 1565/66 (dendrochronologisch datiert), um 1786 verändert, bezeichnet „1806“ | D-5-74-112-153 Wikidata | weitere Bilder           |
| Emil-von-Stromer-Platz 4 (Standort)                                                                                   | Ehemaliges Wohnstallhaus                | Eingeschossiger massiver Steildachbau mit Fachwerkgiebel, spätes 18. Jahrhundert | D-5-74-112-154 Wikidata | Ehemaliges Wohnstallhaus |
| Burg Grünsberg 2; Grünsberg 1; Grünsberg 2; Grünsberg 3; Grünsberg 4; Grünsberg 5; Nähe Grünsberger Straße (Standort) | Schloss                                 | Ersterwähnung 1235, wiederaufgebaut nach Zerstörung 1504, umfangreich erweitert 1710–25 - Schlosshof: Hauptbau: dreigeschossiger Sandsteinquaderbau mit Schopfwalmdach, Dachgauben und rechteckigem Treppenturm mit Satteldach, bezeichnet „1561“, Treppenturm 1710–1725, nordöstlich angebaut sogenannter Turmbau, dreigeschossiger Sandsteinquaderbau mit Steilsatteldach, 1710–25; mit Ausstattung Nebengebäude, sogenannter Billardbau: dreigeschossiger über den Mauerring vorspringender Sandsteinquaderbau mit Satteldach, 1710–1725 Mauerring: Sandsteinquadermauer, teilweise mit Wehrgang und Satteldach, 16. Jahrhundert Wirtschaftsgebäude und Remise: an Mauerring angebaut, eingeschossige Pultdachbauten, 1710–1725 Torhaus: zweigeschossiger quadratischer Sandsteinquaderbau mit Zeltdach und stichbogiger Durchfahrt, bezeichnet „1723“ - Wirtschaftshof: Nebengebäude, sogenanntes Pächterhaus: zweigeschossiger Sandsteinquaderbau mit Satteldach, Fachwerkzwerchhaus und oktogonalem Dachreiter mit Haubenaufsatz, im Kern Mitte 17. Jahrhundert, bezeichnet „1745“ und „1775“, westlich angebaute Remise Verwalterhaus: Wohnstallgebäude, zweigeschossiger Sandsteinquaderbau mit Fachwerkgiebel, dendrochronologisch datiert 1561, Umbau bezeichnet „1725“ Tormauer: Sandsteinquadermauer mit Stichbogenöffnung, 18. Jahrhundert Gartenmauern des Burgbergs: 18./19. Jahrhundert | D-5-74-112-157 Wikidata | weitere Bilder           |
| Nähe Grünsberger Straße (Standort)                                                                                    | Schlossgarten, sogenannter Himmelgarten | Barocke Gartenanlage mit sieben Terrassen und Freitreppe, 18. Jahrhundert Gartenportal: kleiner Sandsteinquaderbau mit geradem Abschluss und Zieraufsätzen, 18. Jahrhundert Schlossscheune: langgestreckter Sandsteinquaderbau mit mächtigem Steildach und Belüftungsgauben, 18. Jahrhundert | D-5-74-112-235 Wikidata | weitere Bilder           |
| Grünsberger Straße 10 (Standort)                                                                                      | Wohnstallhaus                           | Eingeschossiges Wohnstallhaus, Sandstein, bezeichnet „1836“, rückwärtiger Giebel Fachwerk, wohl 18. Jahrhundert | D-5-74-112-155 Wikidata | Wohnstallhaus            |
| Grünsberger Straße 15 (Standort)                                                                                      | Wohnstallhaus                           | Eingeschossiger Sandsteinquaderbau mit Steildach, rückwärtiger Giebel Fachwerk, bezeichnet „1869“ | D-5-74-112-156 Wikidata | Wohnstallhaus            |
| Grünsberger Straße 25 (Standort)                                                                                      | Ehemaliges Gärtnerhaus                  | Eingeschossiger Wohnstallbau mit Steildach, Erdgeschoss Sandstein, 18. Jahrhundert/erste Hälfte 19. Jahrhundert | D-5-74-112-158 Wikidata | weitere Bilder           |
| Nähe Grünsberger Straße; Sophienquelle (Standort)                                                                     | Quelle                                  | Brunnenanlage mit zwei Wasserbecken: erstes Becken mit Quellfassung und rahmender Treppenanlage über kreisförmigem Grundriss, zweites Wasserbecken, heute Fischteich, mit Stützmauer, 1720, leicht verändert 1860 | D-5-74-112-159 Wikidata | weitere Bilder           |

### Hagenhausen
| Lage                                      | Objekt                                      | Beschreibung | Akten-Nr.                         | Bild           |
| ----------------------------------------- | ------------------------------------------- | --- | --------------------------------- | -------------- |
| Auf der Leiten 1 (Standort)               | Ehemaliges Wohnstallhaus                    | Zweigeschossiger Satteldachbau, Erdgeschoss massiv, Obergeschoss Fachwerk, 18. Jahrhundert, erneuert                             | D-5-74-112-164 Wikidata           | BW             |
| Hagenhausener Hauptstraße 40 (Standort)   | Ehemaliges Wohnstallhaus                    | Eingeschossiger massiver Steildachbau mit Giebelfachwerk, 18. Jahrhundert                                                        | D-5-74-112-161 Wikidata           | weitere Bilder |
| Im Roten Stein 4 (Standort)               | Wohnstallhaus                               | Eingeschossiger massiver Satteldachbau mit Giebelfachwerk, 18. Jahrhundert                                                       | D-5-74-112-165 Wikidata           | weitere Bilder |
| Nähe Hagenhausener Hauptstraße (Standort) | Katholische Filialkirche St. Maria Dolorosa | Chorturm 13./14. Jahrhundert, Kranzgeschoss erste Hälfte 15. Jahrhundert, Langhaus 1660 erneuert und erweitert; mit Ausstattung; | D-5-74-112-160 Wikidata           | weitere Bilder |
| Nähe Hagenhausener Hauptstraße (Standort) | Kirchhofmauer                               | Bruchsteinmauerwerk, wohl 16./17. Jahrhundert                                                                                    | D-5-74-112-160 zugehörig Wikidata | weitere Bilder |

### Hegnenberg
| Lage                    | Objekt                    | Beschreibung | Akten-Nr.               | Bild           |
| ----------------------- | ------------------------- | --- | ----------------------- | -------------- |
| Hegnenberg 2 (Standort) | Wohnstallhaus „Halzenhof“ | Eingeschossiger massiver Steildachbau mit Fachwerkgiebel, verputzt, dendrochronologisch datiert 1667/68, Dacherneuerung dendrochronologisch datiert 1772/74            | D-5-74-112-167 Wikidata | weitere Bilder |
| Hegnenberg 4 (Standort) | Wohnstallhaus             | Eingeschossiger Steilsatteldachbau mit Giebelfachwerk, 18. Jahrhundert Scheune: Massivbau mit Fachwerkgiebel, 18. Jahrhundert, Versteinerung und Umbau 20. Jahrhundert | D-5-74-112-168 Wikidata | Wohnstallhaus  |

### Lochmannshof
| Lage                      | Objekt                   | Beschreibung                                                               | Akten-Nr.               | Bild           |
| ------------------------- | ------------------------ | -------------------------------------------------------------------------- | ----------------------- | -------------- |
| Lochmannshof 2 (Standort) | Ehemaliges Wohnstallhaus | Eingeschossiger Steildachbau mit reichem Fachwerkgiebel, bezeichnet „1784“ | D-5-74-112-170 Wikidata | weitere Bilder |

### Ludersheim
| Lage                              | Objekt        | Beschreibung | Akten-Nr.                         | Bild           |
| --------------------------------- | ------------- | --- | --------------------------------- | -------------- |
| Ludersheimer Straße 17 (Standort) | Wohnstallhaus | Eingeschossiger Steildachbau mit Fachwerkgiebel, erste Hälfte 19. Jahrhundert, rückwärtig erweitert, wohl Ende 19./Anfang 20. Jahrhundert Stall: Sandsteinquaderbau, 19. Jahrhundert Remise: Sandsteinquaderbau mit vorkragendem Satteldach, 19. Jahrhundert | D-5-74-112-171 Wikidata           | weitere Bilder |
| Ludersheimer Straße 17 (Standort) | Stall         | Sandsteinquaderbau, 19. Jahrhundert | D-5-74-112-171 zugehörig Wikidata | weitere Bilder |
| Ludersheimer Straße 17 (Standort) | Remise        | Sandsteinquaderbau mit vorkragendem Satteldach, 19. Jahrhundert | D-5-74-112-171 zugehörig Wikidata | weitere Bilder |

### Oberrieden
| Lage                                                                            | Objekt        | Beschreibung | Akten-Nr.                         | Bild           |
| ------------------------------------------------------------------------------- | ------------- | --- | --------------------------------- | -------------- |
| An der Hochstraße, an der Straße nach Kucha (Standort)                          | Grenzstein    | Sandstein, mit Wappen Kurpfalz und Reichsstadt Nürnberg, spätes 17./frühes 18. Jahrhundert                                                                                             | D-5-74-112-177 Wikidata           | Grenzstein     |
| Ball’nteich, am Landwirtschaftsweg von Unterrieden nach Eismannsberg (Standort) | Grenzstein    | Sandstein mit Wappen von Kurbayern und Reichsstadt Nürnberg, spätes 17./frühes 18. Jahrhundert                                                                                         | D-5-74-112-176                    | BW             |
| Dorfstraße 1 (Standort)                                                         | Wohnstallhaus | Eingeschossiger Kalksteinbau mit Steildach, 18. Jahrhundert, Fachwerkaufstockung, 19. Jahrhundert                                                                                      | D-5-74-112-225 Wikidata           | weitere Bilder |
| Nähe Zum breiten Weg; Zum breiten Weg 1 (Standort)                              | Scheune       | Steildachbau mit Hopfenluken, Kalksteinmauerwerk, Mitte 19. Jahrhundert | D-5-74-112-173 Wikidata           | weitere Bilder |
| Nähe Zum breiten Weg; Zum breiten Weg 1 (Standort)                              | Altenteil     | zweigeschossiger Steildachbau, Erdgeschoss Kalkstein, Obergeschoss Fachwerk, Mitte 19. Jahrhundert                                                                                     | D-5-74-112-173 zugehörig Wikidata | weitere Bilder |
| Oberriedener Hauptstraße 3 (Standort)                                           | Bauernhof     | Wohnstallhaus: eingeschossiger massiver Steildachbau mit Fachwerkgiebel, zweite Hälfte 18. Jahrhundert, erweitert um Zwerchhaus 1911 Scheune: massiv und Fachwerk, 18./19. Jahrhundert | D-5-74-112-227 Wikidata           | Bauernhof      |
| Vorderes Buch (Standort)                                                        | Kalkofen      | Aus Ziegelmauerwerk, um 1920 | D-5-74-112-277 Wikidata           | weitere Bilder |
| Zum breiten Weg 2 (Standort)                                                    | Scheune       | Fachwerkbau mit Steildach, bezeichnet „1755“ | D-5-74-112-174 Wikidata           | BW             |
| Zum breiten Weg 7 (Standort)                                                    | Wohnstallhaus | Eingeschossiger Schopfwalmdachbau, verputzt (mit Sgraffitos), Ende 18. Jahrhundert | D-5-74-112-172 Wikidata           | Wohnstallhaus  |

### Oberwellitzleithen
| Lage                            | Objekt     | Beschreibung                                                         | Akten-Nr.               | Bild |
| ------------------------------- | ---------- | -------------------------------------------------------------------- | ----------------------- | ---- |
| Oberwellitzleithen 4 (Standort) | Bauernhaus | Zweigeschossiger Sandsteinquaderbau mit Steildach, bezeichnet „1847“ | D-5-74-112-178 Wikidata | BW   |

### Prackenfels
| Lage                     | Objekt                   | Beschreibung                                                                                    | Akten-Nr.               | Bild           |
| ------------------------ | ------------------------ | ----------------------------------------------------------------------------------------------- | ----------------------- | -------------- |
| Prackenfels 2 (Standort) | Ehemaliges Wohnstallhaus | Zweigeschossiger Steildachbau, Obergeschoss und Giebel Fachwerk, frühes 19. Jahrhundert         | D-5-74-112-179 Wikidata | weitere Bilder |
| Prackenfels 5 (Standort) | Wohnstallhaus            | Eingeschossiger traufständiger Satteldachbau mit Zwerchhaus und Fachwerkgiebel, 19. Jahrhundert | D-5-74-112-234 Wikidata | weitere Bilder |

### Prethalmühle
| Lage                      | Objekt              | Beschreibung                                                                 | Akten-Nr.               | Bild           |
| ------------------------- | ------------------- | ---------------------------------------------------------------------------- | ----------------------- | -------------- |
| Prethalmühle 2 (Standort) | Ehemaliges Gasthaus | Eingeschossiger massiver Steildachbau mit Fachwerkgiebeln, bezeichnet „1643“ | D-5-74-112-181 Wikidata | weitere Bilder |

### Pühlheim
| Lage                   | Objekt               | Beschreibung                                                                           | Akten-Nr.               | Bild           |
| ---------------------- | -------------------- | -------------------------------------------------------------------------------------- | ----------------------- | -------------- |
| Pühlheim 1 (Standort)  | Scheune              | Fachwerkbau auf Kalksteinsockel, Halbwalmdach, 18. Jahrhundert                         | D-5-74-112-182 Wikidata | weitere Bilder |
| Pühlheim 28 (Standort) | Ehemaliges Schulhaus | Zweigeschossiger Satteldachbau mit Sandsteingliederung, Dachreiter mit Glocke, 1876/78 | D-5-74-112-223 Wikidata | weitere Bilder |

### Rasch
| Lage                                                 | Objekt                                          | Beschreibung | Akten-Nr.                         | Bild           |
| ---------------------------------------------------- | ----------------------------------------------- | --- | --------------------------------- | -------------- |
| Am Finkenbühl 6 (Standort)                           | Wohnstallhaus                                   | Eingeschossiger Satteldachbau mit Fachwerkgiebel, 18. Jahrhundert Scheune: Fachwerkbau mit Steildach, 18./19. Jahrhundert | D-5-74-112-185 Wikidata           | BW             |
| Am Kirchenbühl 1 (Standort)                          | Keller                                          | Unter dem Haus gelegene, ehemals zum Schloss gehörende große Kelleranlage, 14./15. Jahrhundert | D-5-74-112-186 Wikidata           | weitere Bilder |
| Am Kirchenbühl 2 (Standort)                          | Ehemaliger Herrensitz, jetzt Pfarrhaus          | Anlage aus zwei rechtwinklig zueinander stehenden Giebelhäusern, Sandstein, Obergeschosse und Giebel Fachwerk, erste Hälfte 18. Jahrhundert | D-5-74-112-187 Wikidata           | weitere Bilder |
| Am Kirchenbühl 10 a (Standort)                       | Evangelisch-lutherische Pfarrkirche St. Michael | Quadratischer Chorturm, spätes 11./frühes 12. Jahrhundert, Spitzhelm, um 1464 (dendrochronologisch datiert), Langhaus 1711, Portalvorbau und Sakristei 18. Jahrhundert; mit Ausstattung | D-5-74-112-188 Wikidata           | weitere Bilder |
| Am Kirchenbühl 10 a (Standort)                       | Kapelle, sogenannte Schäferkapelle              | jetzt Leichenhaus: kleiner einschiffiger Bau, wohl zweite Hälfte 14. Jahrhundert; mit Ausstattung | D-5-74-112-188 zugehörig Wikidata | weitere Bilder |
| Am Kirchenbühl 10 a (Standort)                       | Friedhof                                        | mit Grabdenkmälern, 19./ erste Hälfte 20. Jahrhundert | D-5-74-112-188 zugehörig Wikidata | weitere Bilder |
| Am Kirchenbühl 10 a (Standort)                       | Kirchhofmauer                                   | Sandsteinquadermauer mit Abdeckplatten, Torpfeiler mit Metallgittertor, Mitte 19. Jahrhundert | D-5-74-112-188 zugehörig Wikidata | weitere Bilder |
| Am Kirchenbühl 14 (Standort)                         | Ehemaliges Wohnstallhaus                        | Eingeschossiger massiver Steildachbau mit Fachwerkgiebel, wohl erstes Viertel 18. Jahrhundert, einseitig mit Zwerchhaus aufgestockt, wohl Ende 19./Anfang 20. Jahrhundert | D-5-74-112-190 Wikidata           | weitere Bilder |
| Am Kirchenbühl 16 (Standort)                         | Ehemaliges Wohnstallhaus                        | Eingeschossiger Schopfwalmdachbau mit Fachwerkgiebel, 19. Jahrhundert | D-5-74-112-191 Wikidata           | weitere Bilder |
| Gspannberger Weg; Ludwig-Donau-Main-Kanal (Standort) | Abschnitt des Ludwig-Donau-Main-Kanals          | Künstlich angelegte Wasserstraße zwischen Kelheim und Bamberg auf einer Länge von 173 km mit ehemals 100 Schleusen, zahlreichen wasser- und schifffahrtstechnischen Anlagen und Gebäuden zur Herstellung eines durchgehenden Wasserweges zwischen Nordsee und dem Schwarzen Meer, auf Veranlassung König Ludwigs I. von Bayern durch Heinrich Freiherr von Pechmann, 1836–45 | D-5-74-112-198                    | weitere Bilder |
| Harderstraße 11 (Standort)                           | Ehemaliges Wohnstallhaus                        | Eingeschossiger massiver Steildachbau mit Fachwerkgiebel, 18./19. Jahrhundert | D-5-74-112-192 Wikidata           | BW             |
| Kaarweg 2 (Standort)                                 | Ehemaliges Wohnstallhaus                        | Eingeschossiger Halbwalmdachbau, Erdgeschoss Sandstein, Giebel Fachwerk, zweite Hälfte 18. Jahrhundert | D-5-74-112-193 Wikidata           | weitere Bilder |
| Raiffeisenstraße 7 (Standort)                        | Gasthof                                         | Zweigeschossiger Steildachbau, Erdgeschoss Sandstein, verputzt, Obergeschoss und Giebel Fachwerk, bezeichnet „1782“ | D-5-74-112-194 Wikidata           | weitere Bilder |
| Rascher Hauptstraße 9 (Standort)                     | Ehemaliges Wohnstallhaus                        | Eingeschossiger massiver Satteldachbau mit Fachwerkgiebel, 19. Jahrhundert | D-5-74-112-196 Wikidata           | weitere Bilder |

### Raschbach
| Lage                   | Objekt        | Beschreibung | Akten-Nr.               | Bild |
| ---------------------- | ------------- | --- | ----------------------- | ---- |
| Raschbach 7 (Standort) | Wohnstallhaus | Eingeschossiger massiver Bau, rückseitig auf geschnitzten Bügen vorkragendes steiles Halbwalmdach, wohl noch 17. Jahrhundert, traufseitige Erweiterung 1867 | D-5-74-112-199 Wikidata | BW   |

### Röthenbach bei Altdorf
| Lage                                                                 | Objekt                   | Beschreibung                                                                                  | Akten-Nr.                         | Bild           |
| -------------------------------------------------------------------- | ------------------------ | --------------------------------------------------------------------------------------------- | --------------------------------- | -------------- |
| Röthenbacher Straße 6, beim Brücklein über den Röthenbach (Standort) | Kreuz                    | Spätmittelalterlich, Sandstein                                                                | D-5-74-112-202 Wikidata           | weitere Bilder |
| Röthenbacher Straße 11 (Standort)                                    | Ehemaliges Wohnstallhaus | Eingeschossiger Sandsteinquaderbau mit Steildach, bezeichnet „1878“                           | D-5-74-112-200 Wikidata           | weitere Bilder |
| Röthenbacher Straße 12 (Standort)                                    | Ehemaliges Wohnstallhaus | Eingeschossiger Sandsteinquaderbau mit Fachwerkgiebel, 18. Jahrhundert                        | D-5-74-112-201 Wikidata           | weitere Bilder |
| Röthenbacher Straße 12 (Standort)                                    | Remise und Stall         | Remise Holzbau, Stall massiv und Fachwerk, beide mit vorkragendem Satteldach, 19. Jahrhundert | D-5-74-112-201 zugehörig Wikidata | weitere Bilder |

### Stürzelhof
| Lage                          | Objekt                   | Beschreibung | Akten-Nr.               | Bild                     |
| ----------------------------- | ------------------------ | --- | ----------------------- | ------------------------ |
| Weinhofer Straße 2 (Standort) | Ehemaliges Wohnstallhaus | Eingeschossiger Steildachbau, Sandstein, teilweise verputzt, Mitte 19. Jahrhundert Scheune: Steildachbau, Sandstein und Fachwerk, 19. Jahrhundert | D-5-74-112-205 Wikidata | Ehemaliges Wohnstallhaus |

### Unterrieden
| Lage                                    | Objekt        | Beschreibung | Akten-Nr.               | Bild    |
| --------------------------------------- | ------------- | --- | ----------------------- | ------- |
| Auf der Grub (Standort)                 | Grenzstein    | Sandstein, mit Wappen Kurpfalz und Reichsstadt Nürnberg, spätes 17./frühes 18. Jahrhundert | D-5-74-112-208 Wikidata | BW      |
| Mühlerlenweg 12 (Standort)              | Mühlenanwesen | Mühlengebäude: eingeschossiger massiver Steildachbau mit Fachwerkgiebel, 1671 (dendrochronologisch datiert) Scheune: Fachwerkbau, 1687 (dendrochronologisch datiert) Mühlkanal: mit Kalksteinstützmauern | D-5-74-112-221 Wikidata | BW      |
| Unterriedener Hauptstraße 37 (Standort) | Scheune       | Massiver Steildachbau mit Fachwerkgiebel, erste Hälfte 19. Jahrhundert | D-5-74-112-207 Wikidata | Scheune |

### Unterwellitzleithen
| Lage                             | Objekt                   | Beschreibung                                                                                               | Akten-Nr.               | Bild                     |
| -------------------------------- | ------------------------ | --- | ----------------------- | ------------------------ |
| Unterwellitzleithen 1 (Standort) | Ehemaliges Gasthaus      | Eingeschossiger Sandsteinquaderbau mit steilem Mansarddach, rückwärtiger Fachwerkgiebel, bezeichnet „1838“ | D-5-74-112-209 Wikidata | Ehemaliges Gasthaus      |
| Unterwellitzleithen 2 (Standort) | Ehemaliges Wohnstallhaus | Eingeschossiger Sandsteinquaderbau mit Mansarddach und Fachwerkgiebel, 19. Jahrhundert                     | D-5-74-112-210 Wikidata | Ehemaliges Wohnstallhaus |
| Unterwellitzleithen 3 (Standort) | Wohnstallhaus            | Zweigeschossiger Steildachbau, Obergeschoss und rückwärtiger Giebel Fachwerk, bezeichnet „1837“            | D-5-74-112-211 Wikidata | Wohnstallhaus            |

### Wappeltshofen
| Lage                       | Objekt        | Beschreibung                                                                   | Akten-Nr.               | Bild |
| -------------------------- | ------------- | ------------------------------------------------------------------------------ | ----------------------- | ---- |
| Wappeltshofen 6 (Standort) | Wohnstallhaus | Eingeschossiger massiver Schopfwalmdachbau mit Giebelfachwerk, 18. Jahrhundert | D-5-74-112-213 Wikidata | BW   |

### Ziegelhütte
| Lage                                   | Objekt                    | Beschreibung | Akten-Nr.               | Bild           |
| -------------------------------------- | ------------------------- | --- | ----------------------- | -------------- |
| An der Alten Ziegelhütte 2 (Standort)  | Kreuz                     | Sandstein, spätmittelalterlich | D-5-74-112-215 Wikidata | weitere Bilder |
| An der Alten Ziegelhütte 7 (Standort)  | Ehemalige Scheune         | Sandsteinquaderbau mit Fachwerkgiebel, bezeichnet „1752“, verändert 19. Jahrhundert                                                                                     | D-5-74-112-230 Wikidata | weitere Bilder |
| Ziegelhütter Hauptstraße 8 (Standort)  | Ehemaliges Tagelöhnerhaus | Eingeschossiger massiver Satteldachbau mit Fachwerkgiebel, im Kern 1781/82 (dendrochronologisch datiert), Umbau bezeichnet „1856“                                       | D-5-74-112-231 Wikidata | weitere Bilder |
| Ziegelhütter Hauptstraße 10 (Standort) | Bauernhof                 | Wohnstallhaus: zweigeschossiger Sandsteinquaderbau mit Steildach, rückwärtige Hochlaube, im Kern 17. Jahrhundert, Umbau Mitte 19. Jahrhundert Backhaus: 19. Jahrhundert | D-5-74-112-214 Wikidata | weitere Bilder |

## Ehemalige Baudenkmäler
In diesem Abschnitt sind Objekte aufgeführt, die früher einmal in der Denkmalliste eingetragen waren, jetzt aber nicht mehr. Objekte, die in anderem Zusammenhang – also z. B. als Teil eines Baudenkmals – weiter eingetragen sind, sollen hier nicht aufgeführt werden. Aktennummern in diesem Abschnitt sind ehemalige, jetzt nicht mehr gültige Aktennummern.

| Lage                                          | Objekt     | Beschreibung                                                                             | Akten-Nr.               | Bild           |
| --------------------------------------------- | ---------- | ---------------------------------------------------------------------------------------- | ----------------------- | -------------- |
| an der A 3 (Standort)                         | Steinkreuz | Sandstein, spätmittelalterlich; an der Straße nach Altdorf.                              | D-5-74-112-197 Wikidata | weitere Bilder |
| Eismannsberg Von-Oelhafen-Straße 3 (Standort) | Wohnhaus   | Traufständiger Satteldachbau, Erdgeschoss massiv, Obergeschoss Fachwerk, 18. Jahrhundert | D-5-74-112-141 Wikidata | BW             |

## Abgegangene Baudenkmäler
In diesem Abschnitt sind Objekte aufgeführt, die früher einmal in der Denkmalliste eingetragen waren, jetzt aber nicht mehr existieren, z. B. weil sie abgebrochen wurden. Aktennummern in diesem Abschnitt sind ehemalige, jetzt nicht mehr gültige Aktennummern.

| Lage                              | Objekt   | Beschreibung | Akten-Nr.               | Bild           |
| --------------------------------- | -------- | --- | ----------------------- | -------------- |
| Altdorf Silbergasse 14 (Standort) | Wohnhaus | Zweigeschossiger giebelständiger Fachwerkbau mit Sandsteinquaderfassade, im Kern 1537 (dendrochronologisch datiert), Aufstockung des südlichen Gebäudeteils 1712 (dendrochronologisch datiert), Umbau 1803 und um 1896 | D-5-74-112-119 Wikidata | weitere Bilder |